# 우시다 토모하루
우시다 토모하루(일본어: 牛田智大, Tomoharu Ushida, 이와키 시, 1999년 10월 16일 ~ )는 일본의 피아니스트이다.

## 생애
우시다는 유리 슬레사레프와 알렉산더 베르시닌의 지도 아래 차이코프스키 모스크바 국립 음악원에서 공부했다. 2012년 12세의 나이로 "사랑의 꿈" 앨범(유니버설 클래식 레이블)을 발매하여 클래식 피아니스트로서 일본 내 최연소 나이로 데뷔하였다.
우시다는 도쿄의 새로운 국립 예술 센터에서 열린 리히텐슈타인 전시회의 주제 음악을 작곡했고, 2012년 당시 황태자였던 나루히토가 지켜보는 가운데 연주했다.
2014년, 외국 음악가들(비엔나 챔버 오케스트라, 스테판 블라디르 지휘)과 성공적으로 자신의 첫 공연을 마쳤다. 2015년과 2019년에는 미하일 플레트뇨프가 지휘하는 러시아 국립 오케스트라와 함께, 2018년에는 야체크 카스프르지크가 지휘하는 바르샤바 국립 필하모닉 오케스트라와 함께 공연했다.

## 수상
- 2005년 - 제2회 상하이 고토도 어린이 피아노 콩쿠르 - 4세반 - 1위.
- 2008년 - 아시아 제9회 프레데릭 쇼팽 국제 피아노 콩쿠르 - 초등학교 1, 2학년 - 1위.[7]
- 2009년 - 제10회 프레데릭 쇼팽 아시아 국제 피아노 콩쿠르 - 콘서트 부문 A - 1위 (콩쿠르 부문 최연소).[8]
- 2009년 - 요코하마항 개항 150주년, 개항대회 - 초등학교 부문 - 1위, 특별상.[9]
- 2010년 - 제11회 프레데릭 쇼팽 아시아 피아노 콩쿠르 - 초등학교 3, 4학년 - 1위.[10]
- 2010년 - 제2회 젊은 피아니스트 콩쿠르 - C 부문 - 1위.
- 2011년 - 제12회 프레데릭 쇼팽 아시아 피아노 콩쿠르 - 콘서트 부문 B - 1위(최연소 콩쿠르 부문).[11]
- 2012년 - 제13회 프레데릭 쇼팽 국제 피아노 콩쿠르 아시아 - 콘서트 부문 C - 1위(콩쿠르 부문 최연소).[12]
- 2012년 - 제16회 하마마츠 피아노학원 국제콩쿠르 1위(최연소).[13]
- 2018년 - 제10회 하마마츠 국제 피아노 콩쿠르 2위.[14]
- 2018년 - 제29회 Idemitsu Music Award.[15]